# Real Academia de Bellas Artes de San Fernando
La Real Academia de Bellas Artes de San Fernando (Reale Accademia di Belle Arti di San Fernando) si trova in Calle Alcalá 13 a Madrid (Spagna).
Il museo espone opere di: Giovanni Bellini, Correggio, Giuseppe Arcimboldo, Francisco Goya, El Greco, Peter Paul Rubens, Antonio de Pereda, Giovanni Battista Beinaschi, Luca Giordano, Paolo De Matteis, Tiepolo, Mengs, Pompeo Girolamo Batoni, Francisco de Zurbarán, ecc.

## Sede
L'edificio è stato costruito tra il 1720 ed il 1730 come dimora di un ricco banchiere.

Venne ristrutturato in stile neoclassico: furono tolte le decorazioni barocche e l'ingresso dell'edificio fu sostituito da un severo portale.

## Storia
L'Accademia di San Fernando, che prende il nome dal sovrano allora in carica, Ferdinando VI, fu fondata nel 1752 come molti altri istituti del genere in tutta Europa, la sede di Madrid fu la prima in Spagna, seguita poi da Valencia nel 1753, Barcellona nel 1775, Saragozza nel 1778, Valladolid nel 1779 e Cadice nel 1789.
Le accademie fiorirono per molti motivi: la Chiesa cattolica stava perdendo il suo secolare ruolo di principale patrona delle arti ed in tale contesto più laico si riteneva che, migliorando i principi dell'arte e del disegno, si sarebbero favorite l'industria e l'economia e si sarebbe accresciuto il prestigio del paese.

Allo stesso tempo i pittori erano ansiosi di migliorare la propria condizione sociale e di essere considerati membri di una professione invece che semplici artigiani.

Il diffondersi delle accademie coincideva inoltre con il dominio in Europa del neoclassicismo, un movimento basato proprio sullo studio dell'arte e del mondo antico.
L'accademia si prefiggeva di promuovere lo stile classico nell'arte e nell'architettura in sostituzione dei più appariscenti barocco e rococò che erano fioriti in Spagna nel Seicento e nel primo Settecento.
Gli studenti si dovevano conquistare un posto in questa accademia (Francisco Goya per esempio fu rifiutato due volte, solamente nel 1780 riuscì ad entrare per poi diventare vicedirettore e poi direttore).
Poco dopo la fondazione, un decreto reale stabilì che tutti i progetti degli edifici pubblici di Madrid dovessero avere l'approvazione della Real Academia de San Fernando, contribuendo con ciò ad imporre lo stile neoclassico nell'architettura della città.
Nel 1774 l'accademia acquistò l'edificio che occupa attualmente e fondò un museo.
Inizialmente gran parte delle opere erano quelle presentate dagli studenti per gli esami e le borse di studio, ma oggi il museo ha una ricca rappresentanza di dipinti spagnoli dal Cinquecento al primo Novecento; nonché un piccolo ma interessante gruppo di dipinti stranieri tra i quali figurano opere di pittori olandesi, fiamminghi, francesi, tedeschi ed italiani.

## Le opere maggiori
Correggio
- San Girolamo, 1516-1517 circa

Francisco Goya

La sepoltura della sardina (Francisco Goya)

- La sepoltura della sardina, 1815-1820 circa

Antonio de Pereda
- Sogno del nobiluomo, 1670 circa